# Guitars – the Museum
Guitars – the Museum est un musée situé à Umeå en Suède. Fondé en 2014, il renferme des pieces collectionnées par les jumeaux Samuel Åhdén et Michael Åhdén dès les années 70. 
Parmi les pièces d'exposition se trouvent un Gibson Flying V, un 1960 Les Paul et un 1950 Fender Telecaster. 